# Łowęcice (województwo wielkopolskie)
Łowęcice (niem. Lowencice) – wieś w Polsce położona w województwie wielkopolskim, w powiecie jarocińskim, w gminie Jaraczewo.
W latach 1975–1998 miejscowość administracyjnie należała do województwa kaliskiego.
W czasie II wojny światowej Niemcy używali na oznaczenie miejscowości nazwę Lowenitz.
We wsi urodził się Grzegorz Frąckowiak beatyfikowany w gronie 108. błogosławionych.